# 亞洲基督教大學協會

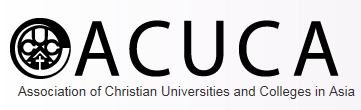

亞洲基督宗教大學協會（英語：Association of Christian Universities and Colleges in Asia），簡稱ACUCA，是一個亞洲地區的基督宗教大學與學院機構，致力於教育領域的基督教信仰服務事業，現由57個成員學校所構成：香港3所，印度2所，印尼12所，日本10所，韓國9所，菲律賓9所，臺灣9所，泰國4所。
2012年至2014年間，由輔仁大學校長江漢聲擔任ACUCA理事長。

## 成員學校

### 香港
- 崇基學院，隸屬香港中文大學（駐港辦事處設於此）
- 香港浸會大學
- 嶺南大學

### 印度
- 基督大學（Christ University）
- 多克夫人學院（Lady Doak College）

### 印尼
- 阿瑪加雅大學（Universitas Atma Jaya Yogyakarta）
- 杜塔瓦卡納基督教大學（Duta Wacana Christian University）
- 克里達瓦卡納基督教大學（Krida Wacana Christian University）
- 主來臨基督教大學（Maranatha Christian University）
- 萬隆天主教大學（Parahyangan Catholic University）
- 貝特拉基督教大學（Petra Christian University）
- 聖那塔達瑪大學
- 沙塔亞瓦札那基督教大學（Satya Wacana Christian University）
- 蘇吉甲普拉那塔天主教大學（Soegijapranata Catholic University）
- 印尼基督教大學（Universitas Kristen Indonesia）
- 希望之光大學（Universitas Pelita Harapan）
- HKBP諾門森大學（University of HKBP Nommensen）

### 日本
- 國際基督教大學
- 關西學院大學
- 明治學院大學
- 上智大學
- 南山大學
- 同志社大學
- 青山學院大學
- 桃山學院大學
- 櫻美林大學
- 東北學院大學
- 聖學院大學

### 韓國
- 梨花女子大學
- 韓東大學
- 韓南大學
- 全州大學
- 啟明大學
- 牧園大學
- 西江大學
- 崇實大學
- 延世大學

#### 已退出
- 湖西大學
- 明知大學

### 菲律賓
- 馬尼拉雅典耀大學（Ateneo de Manila University）
- 中部菲律賓大學（Central Philippine University）
- 德拉薩大學（De La Salle University）
- 非拉莫基督教學院（Filamer Christian College）
- 米莱姆学院（Miriam College）
- 菲律賓基督教大學（Philippine Christian University）
- 西利曼大學（Silliman University）
- 菲律賓聖保羅大學（St. Paul University Philippines）
- 亞洲三一大學（Trinity University of Asia）

#### 已退出
- 新時代大學（New Era University）
- 菲律賓女子大學（Philippine Women's University）

### 臺灣
| 機構           | 2010年QS 世界排名 | 2010年QS 亞洲排名 | 2010年 Eduniversal排名 | 2009年QS 亞洲排名：國際教師 | 2009年QS 亞洲排名：國際學生 | 2000年新加坡 《Asiaweek》排名 |
| -------------- | ----------------- | ----------------- | ---------------------- | --------------------------- | --------------------------- | ----------------------------- |
| 輔仁大學       | 551-600           | 113=              | 3 等級                 | 10                          | 300                         | 70                            |
| 東海大學       | 無                | 無                | 無                     | 38                          | 320                         | 無                            |
| 東吳大學       | 無                | 無                | 無                     | 83                          | 317                         | 無                            |
| 中原大學       | 無                | 無                | 無                     | 178                         | 311                         | 無                            |
| 靜宜大學       | 無                | 無                | 無                     | 無                          | 無                          | 無                            |
| 真理大學       | 無                | 無                | 無                     | 無                          | 無                          | 無                            |
| 長榮大學       | 無                | 無                | 無                     | 無                          | 無                          | 無                            |
| 文藻外語大學   | 無                | 無                | 無                     | 無                          | 無                          | 無                            |
| 聖約翰科技大學 | 無                | 無                | 無                     | 無                          | 無                          | 無                            |

### 泰國
- 西北大學（Payap University）
- 易三倉大學（Assumption University）
- 泰國基督教大學（Christian University of Thailand）
- 使命學院（Mission College）

## 外部連結
- Association of Christian Universities and Colleges in Asia （页面存档备份，存于）